# Institution libre d'enseignement
 (décembre 2022).
Si vous disposez d'ouvrages ou d'articles de référence ou si vous connaissez des sites web de qualité traitant du thème abordé ici, merci de compléter l'article en donnant les références utiles à sa vérifiabilité et en les liant à la section « Notes et références ».

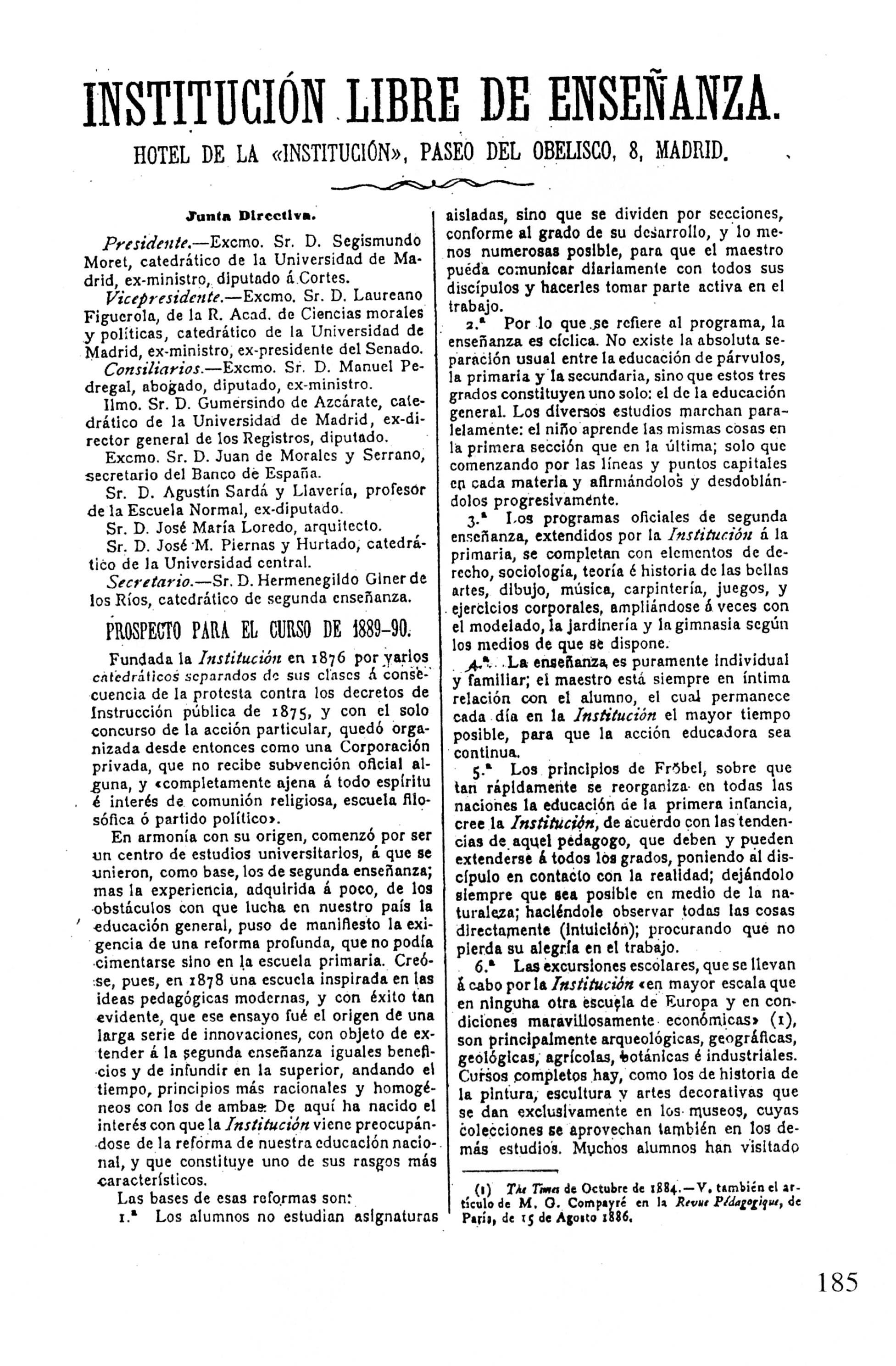
Annonce du comité directeur de l'ILE pour l'année scolaire 1889-1890.

L'Institution libre d'enseignement (Institución Libre de Enseñanza ou ILE) est une célèbre tentative pédagogique réalisée en Espagne au XIXe siècle, qui s'inspirait de la philosophie de Karl Christian Friedrich Krause (Krausisme). Elle eut des répercussions exceptionnelles dans la vie intellectuelle espagnole et joua un important rôle rénovateur. Elle fut créée en 1876 par un groupe de professeurs d'université (Francisco Giner de los Ríos, Gumersindo de Azcárate et Nicolás Salmerón, entre autres) qui avaient quitté l'université centrale de Madrid pour défendre la liberté d'enseignement et refuser de s'aligner sur un quelconque dogme religieux, politique ou moral.
En conséquence, ils durent poursuivre leur ouvrage en marge de l'État en créant un établissement d'enseignement privé laïque, qui commença en premier lieu par l'enseignement universitaire pour s'étendre ensuite à l'éducation primaire et secondaire.
Les intellectuels les plus progressistes du pays donnèrent leur appui au projet : Joaquín Costa, Augusto González de Linares, Hermenegildo Giner de los Ríos et Federico Rubio, ainsi que d'autres personnalités très impliquées dans la rénovation éducative, culturelle et sociale.

## Histoire
À partir de 1881, des professeurs formés à l'ILE commencèrent à y enseigner (Manuel Bartolomé Cossío, qui succéda à Giner à la tête de l'institution, Ricardo Rubio, Pedro Blanco, Ángel do Rego, José Ontañón, Pedro Jiménez-Landi, etc.). Leur apport consolida le projet et assura son avenir, si bien que, jusqu'à la Guerre civile de 1936, il devint le vivier de la culture espagnole et servit de passerelle à l'introduction en Espagne des théories pédagogiques et scientifiques étrangères les plus avancées.
La longue liste des collaborateurs du Bulletin de l'institution Libre d'Enseignement en atteste: Bertrand Russell, Henri Bergson, Charles Darwin, John Dewey, Santiago Ramón y Cajal, Miguel de Unamuno, Maria Montessori, Léon Tolstoï, H. G. Wells, Rabindranath Tagore, Juan Ramón Jiménez, Gabriela Mistral, Benito Pérez Galdós, Emilia Pardo Bazán, Azorín, Eugeni d'Ors, Ramón Pérez de Ayala, Julián Sanz del Río, Antonio Machado Álvarez, Antonio Machado et son frère Manuel Machado, Julio Rey Pastor, Luis Simarro, Nicolás Achúcarro, Francisco Barnés ou encore Alice Pestana.
Ainsi, à travers un réseau d'instituts associés, l'ILE mena de grandes recherches sur le passé espagnol (le dénommé Centro de Estudios Históricos, Centre d'études historiques, dirigé par le fondateur de la philologie hispanique, Ramón Menéndez Pidal) et établit des contacts entre les élites artistiques espagnoles et les avant-gardes européennes (la Résidence d'étudiants, mise en place par Alberto Jiménez Fraud) et scientifiques (la Junta para la Ampliación de Estudios, mise en place par José Castillejo).
La Génération de 27 est, d'une certaine manière, une émanation de l'Institution libre d'enseignement, et l'œuvre de cette dernière consista surtout à atteindre la syntonie culturelle et scientifique avec l'Europe peu avant que tout cet effort de modernisation fût mis à bas par la Guerre civile espagnole, au cours de laquelle tous ses biens furent confisqués et la grande majorité de ses membres fut obligée à prendre l'exil, ceux qui restèrent devant faire face à la censure, à la persécution plus ou moins voilée et à la déconsidération du travail accompli, qui était considéré comme antinational et antihispanique par ses détracteurs. À l'extérieur, les exilés se dispersèrent en Europe et surtout en Amérique hispanique, où ils contribuèrent activement à la vie culturelle de ces pays.

## Influence
L'ILE eut une influence déterminante et amena les pouvoirs publics à entreprendre une série de réformes qui s'avéraient nécessaires pour l'Espagne dans les domaines juridiques, éducatif et sociaux. De nouveaux organismes furent créés, comme le musée pédagogique régional (Museo Pedagógico Nacional) et la Junta para Ampliación de Estudios e Investigaciones Científicas, qui visait à favoriser avec l'étranger les échanges d'étudiants bénéficiant d'une bourse.
Les Centro de Estudios Históricos, Instituto Nacional de Ciencias Físico-Naturales, Instituto Nacional de Ciencias Físico-Naturales et Residencia de Estudiantes dépendaient d'elle. La dernière, basée à la rue Pinar de Madrid, se révéla être un authentique vivier d'écrivains et d'artistes; Albert Einstein y donna une conférence à l'occasion de son séjour en Espagne en 1923. Les tentatives de rénovation pédagogique se cristallisèrent entre 1907 et 1936 dans des initiatives pionnières comme l'Instituto-Escuela, les colonies de vacances, l'université internationale d'été (Universidad Internacional de verano) ou les dénommées Missions pédagogiques (Misiones pedagógicas), qui agirent sous la protection de la Seconde République dans le but de divulguer la culture jusque dans les recoins les plus reculés de l'Espagne profonde.

## Postérité
Après la mort en 1915 de son principal inspirateur, Francisco Giner de los Ríos, est créée la fondation qui porte son nom le 14 juin 1916, avec la mission de veiller sur le patrimoine de l'ILE et de poursuivre son travail éducatif. Entre 1916 et 1936, elle publie les Œuvres complètes de Giner.
En juin 1933, sous la République, la célèbre croisière universitaire en Méditerranée, partie du port de Barcelone, s'inspire des principes de l'ILE.
Il existe encore de nos jours des institutions éducatives qui, sous les auspices de la Fondation Giner de los Ríos, continuent de donner des cours inspirés par le modèle pédagogique de l'ILE. Ainsi, on peut citer le Colegio Estudio, fondé par Jimena Menéndez Pidal, Ángeles Gasset et Carmen García del Diestro, et qui a formé certains intellectuels et hommes politiques espagnols célèbres.

## Promotions de l'Institution libre d'enseignement
- Première promotion : il s'agit fondamentalement des hommes rassemblés d'une manière ou d'une autre autour de Giner de los Ríos après son retour à l'université en 1881, à la suite de l'expulsion de 1875. Parmi ceux-ci on peut citer : Manuel Bartolomé Cossío, Joaquín Costa, Leopoldo Alas (Clarín), Alfredo Calderón, Eduardo Soler, Jacinto Messia, Adolfo Posada, Pedro Dorado Montero, Aniceto Sela et Rafael Altamira.

- Deuxième promotion : ce sont ceux que Giner appelait déjà ses « enfants » : Julián Besteiro, Pedro Corominas, José Manuel Pedregal, Martín Navarro Flores, Bernaldo de Quirós, Manuel et Antonio Machado, Domingo Barnés, José Castillejo, Luis de Zulueta et Fernando de los Ríos, entre autres.

- Troisième promotion : ceux nés entre 1880 et 1890, reconnus comme les « petits-enfants » de Giner; Parmi les plus célèbres on peut citer José Pijoán, Juan Ramón Jiménez, Francisco Ribera Pastor, José Ortega y Gasset, Américo Castro, Gregorio Marañón, Manuel García Morente, Lorenzo Luzuriaga et Alberto Jiménez Fraud.